# 馬拉河

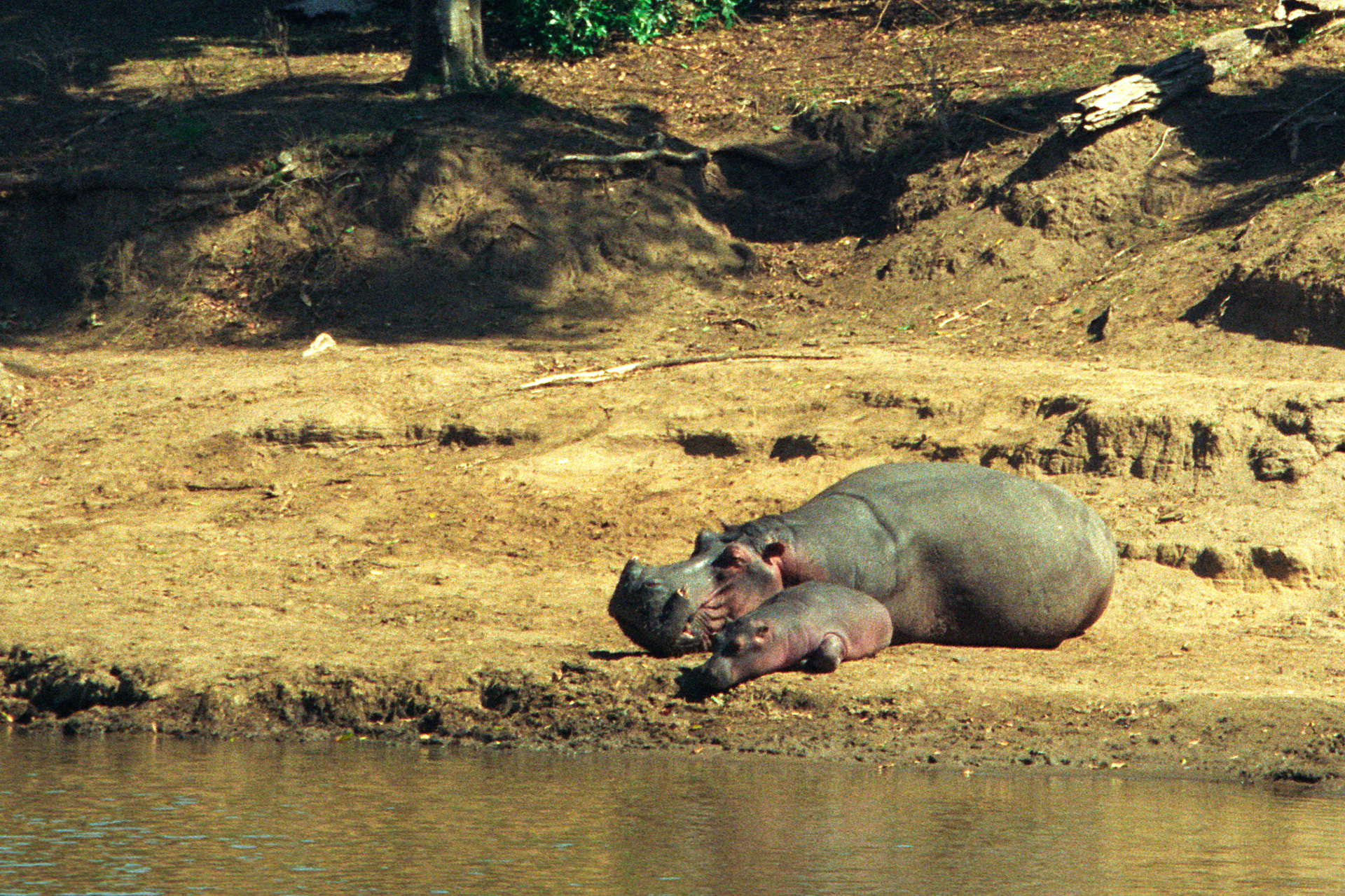

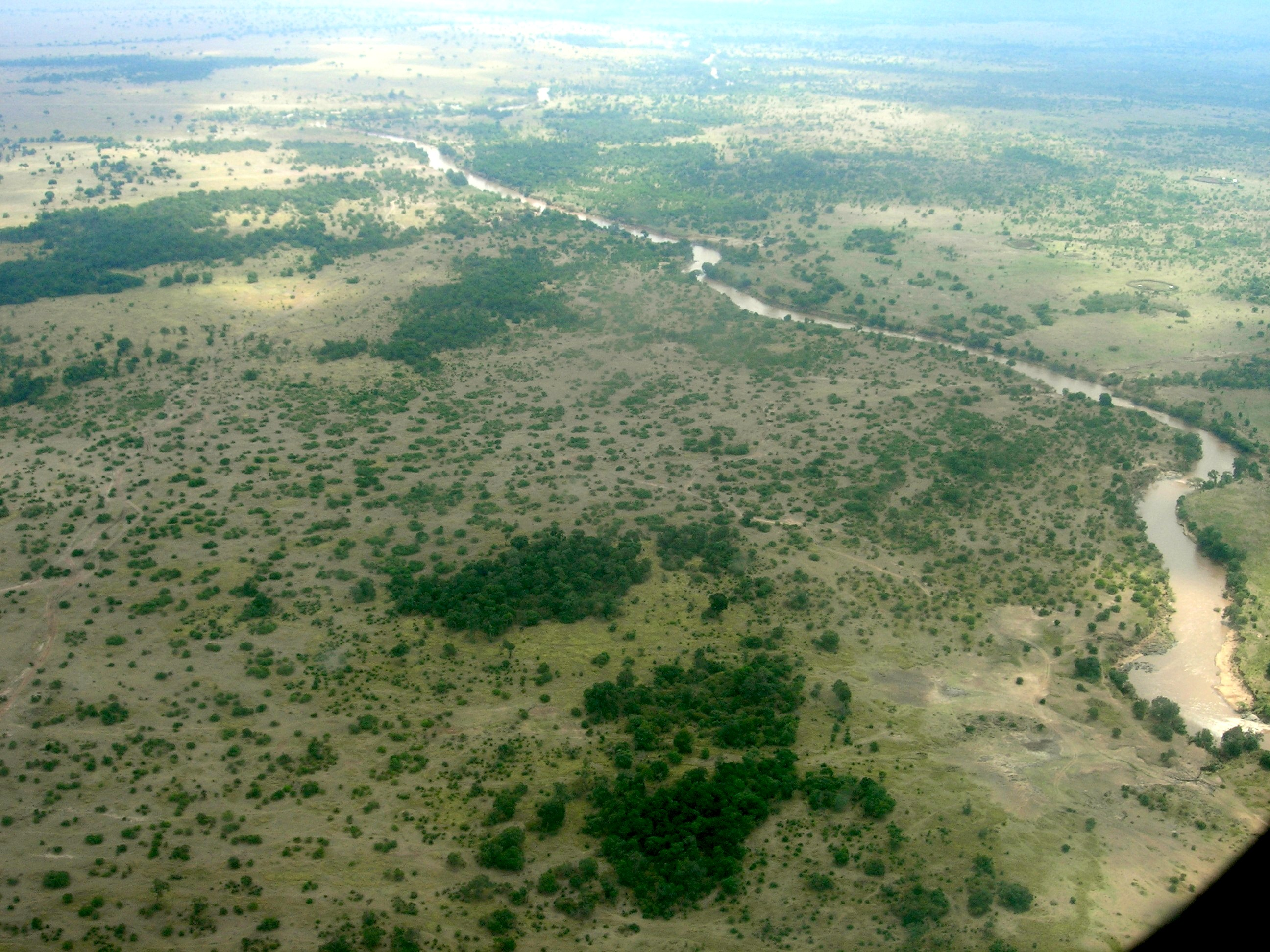

馬拉河（Mara River）是非洲東部的一條河流，有「非洲血河」（Africa's Blood River）的外號。河從肯雅高地發源，流經肯雅和坦桑尼亞注入維多利亞湖，河道全長395公里。流域面積13,504平方公里，其中60%位於肯雅境內，40%位於坦桑尼亞境內。馬拉河在雨季時形成急流，阻礙捕食性動物渡河覓食。

## 外部連結
- gabepalacio.com: Mara River virtual Tour （页面存档备份，存于）
- The Mara Triangle （页面存档备份，存于）
- Serengeti （页面存档备份，存于）

1°03′S 35°14′E / 1.050°S 35.233°E